# Лебедев, Юрий Алексеевич
Юрий Алексеевич Лебедев (родился 21 ноября 1939, Ярославль, РСФСР, СССР) — художник-монументалист.

## Биография
Образование
1953—1958 гг. Ярославское художественное училище.
1962—1968 гг. Ленинградский институт живописи, скульптуры и архитектуры им. И. Е. Репина,
факультет живописи, мастерская «Монументальная живопись». Руководитель А. А. Мыльников.
Год вступления в Союз художников СССР — 1971 г.

## Награды
- Орден Дружбы (2007 г.)[1]
- Золотая медаль Союза художников России (2011 г.)
- Почётная грамота секретариата Союза художников России (1986 г.)
- Дипломант секретариата Правления Союза художников России (2003 г.)
- Дипломант Союза художников России (2006 г.)
- Лауреат премии в области изобразительного искусства имени Б. М. Кустодиева-дважды (2003 г.) (2012 г.)
- Лауреат премии года г. Астрахани (2006 г.)
- Медаль «За заслуги перед Астраханской областью» (2012 г.)[2]

## В каких собраниях находятся произведения
- Астраханская картинная галерея имени П. М. Догадина[3]
- Астраханский государственный объединенный историко-архитектурный музей-заповедник
- В интерьере административного корпуса птицефабрики «Астраханская»
- Астраханском кооперативном техникуме.
- Техническом училище № 4.
- 1-й Областной клинической больнице.
- Частных коллекциях в России, Германии, Франции, США и других странах.